# Rosscarbery
 (juillet 2018).
Si vous disposez d'ouvrages ou d'articles de référence ou si vous connaissez des sites web de qualité traitant du thème abordé ici, merci de compléter l'article en donnant les références utiles à sa vérifiabilité et en les liant à la section « Notes et références ».
Rosscarbery ou Roscarbery, (en irlandais : Ros Ó gCairbre qui signifie Le bois de Cairbre) est un village du comté de Cork en république d'Irlande. Le village est situé sur un estuaire qui se jette dans la baie de Rosscabery. Rosscarbery possède trois sièges à la chambre basse de l'Oireachtas (Dáil Éireann).

## Histoire
La zone a été occupée depuis les temps les plus reculés, comme en témoignent les vestiges néolithiques (2000 avant J.-C.) tels que les portiques dolmen. La zone contient de très nombreux vestiges de l'âge du bronze, y compris un certain nombre de cercles de pierre. Il y a aussi deux pierres gravées à Burgatia. Le nombre de ringforts (forts circulaires) et de fontaines à dévotion témoigne de l'âge du fer et du passage de l'Ancien au Nouveau Dieu (chrétien).
Au VIe siècle, Rosscarbery était le siège de l'école de Ross, une institution monastique et un centre d'étude important. Rosscarbery était une ville universitaire et l'une des principales villes d'Europe. En raison de sa popularité en tant que centre de pèlerinage, le village était également connu sous le nom de Ros Ailithir (Bois des pèlerins). Les chefs héréditaires de la région, ou Túath, étaient les O'Leary, connus sous le titre de Uí Laoghaire Ruis Ó gCairbre, jusqu'à ce que le village soit passé sous contrôle normand au début du XIIIe siècle. La région entière avait appartenu à l'ancien Corcu Loígde, dont les O'Leary étaient l'un des principaux septs.

## Démographie
La ville elle-même a connu une croissance sans précédent ces derniers temps, malgré l'absence de toute industrie importante dans la région, et juste à l'extérieur de la banlieue de la ville de Cork. La majorité des nouveaux logements sont des logements de vacances, ce qui entraîne une augmentation de la population durant les mois d'été. Selon le recensement de 2016, la population de la ville est de 490 habitants.

## Environnement
Rosscarbery a remporté l'Irish Tidy Towns Competition en 2022, dans la catégorie villages.

## Religion
Les diocèses de Cork, Cloyne et Ross, appartenant à l'Église d'Irlande, ont été fusionnés lors de la rationalisation des années 1860. L'évêque de ce tridiocèse, Paul Colton, passe presque tout son temps à Cork.
Rosscarbery possède une cathédrale, ce qui peut paraître inhabituel pour un village de campagne aujourd'hui, mais l'est moins vu le passé de la ville. Il s'agit de la cathédrale Saint-Fachtna, une cathédrale de l'Église d'Irlande. Saint-Fachtna est la plus petite cathédrale d'Irlande et a la taille d'une église paroissiale typique.

## Lieux d'intérêt

### La place principale
La foire annuelle aux chevaux a lieu sur la place chaque année le 26 août.

### Plages
Rosscarbery est une destination touristique populaire en été, étant à proximité d'au moins trois belles plages. La plus proche d'entre elles, la Warren Beach, est à environ 1,5 km du village et a été désignée comme une plage Pavillon bleu, avec la plage voisine d'Owenahincha. La plage Warren a connu une érosion côtière importante ces derniers temps, mais des travaux d'assainissement ont été entrepris en 2004-2005.

### Vestiges
Bohonagh est un cercle de pierres couchées situé à 2,4 km à l'est de Rosscarbery. On pense que le cercle de 12 pierres date de l'âge du bronze. Une sépulture de blocs est située à proximité.
Le château de Salem est également proche de la ville et fut le foyer de la famille Morris de 1660 jusqu'au début des années 1800. C'est maintenant une maison d'hôtes, il est géré par les descendants de la famille Daly qui a acheté le château en 1895.

## Personnalités liées à Rosscarbery
- Fachtna de Rosscarbery (mort vers 600), fondateur du monastère Ros Ailithir.
- Le poète Airbertach mac Cosse était lecteur et supérieur du monastère Ros Ailithir où il mourut en 1016.
- L'athlète Timothy J. O'Mahony (1864 - 1914) est né dans une maison sur la place principale. Il a été le champion du quart de mile irlandais en 1885, 1886 et 1888, et est devenu le champion du quart de mile des États-Unis en 1888[8].
- William Thompson (1775-1833), écrivain politique, philosophe irlandais et réformateur socialiste, est également lié à Rosscarbery.
- Patricia Cockburn (1914-1989), écrivaine, voyageuse, conchologiste et artiste irlandaise, est née à Rosscarbery.
- Rosscarbery était également le fief de l'un des chefs du mouvement irlandais Fénien, Jeremiah O'Donovan Rossa.
- Tom Barry, un leader de la guerre d'indépendance irlandaise est associé à la ville. Tom Barry avait déménagé à Rosscarbery avec sa famille en 1911[9]. Une maison de Rosscarbery porte une plaque en témoignage. Dans ses mémoires (Guerrilla Days in Ireland), Barry se souvient d'avoir conduit une vache dans la rue principale de la ville pour amuser d'autres garçons. Il y a une plaque sur le site de l'ancienne caserne de la Police royale irlandaise, à côté de la station actuelle de Garda, commémorant la prise de la caserne du RIC par la colonne volante de Tom Barry en mars 1921[10].

## Transport et communications
La ville est située le long de la route secondaire nationale N71 qui traverse le West Cork. La ville de Clonakilty se situe à proximité, plus loin sur la route qui mène à Cork, à une distance de 75 km. L'aéroport le plus proche est celui de Cork.

## Sport
La ville a une forte tradition dans l'Association athlétique gaélique. L'équipe locale est les Carbery Rangers, fondée en 1887. En novembre 2003, les Carbery Rangers ont remporté leur premier titre de champion de football gaélique junior A, puis divers titres qui les ont amenés à être promu dans les divisions supérieures.
Le Rosscarbery Rowing Club participe aux régates à West Cork et aux championnats de la Fédération irlandaise d'aviron en août.